# Réserve de chasse du Mashatu
La réserve de chasse du Mashatu (en anglais : Mashatu Game Reserve) est une grande réserve privée située dans le secteur du Northern Tuli Game Reserve, à l'extrême est du Botswana, près de la confluence des rivières Limpopo et Shashe et des frontières avec l'Afrique du Sud et le Zimbabwe. Elle est connue pour ses populations d'éléphants, ses observations de grands félins et sa diversité d'oiseaux,.

## Toponymie

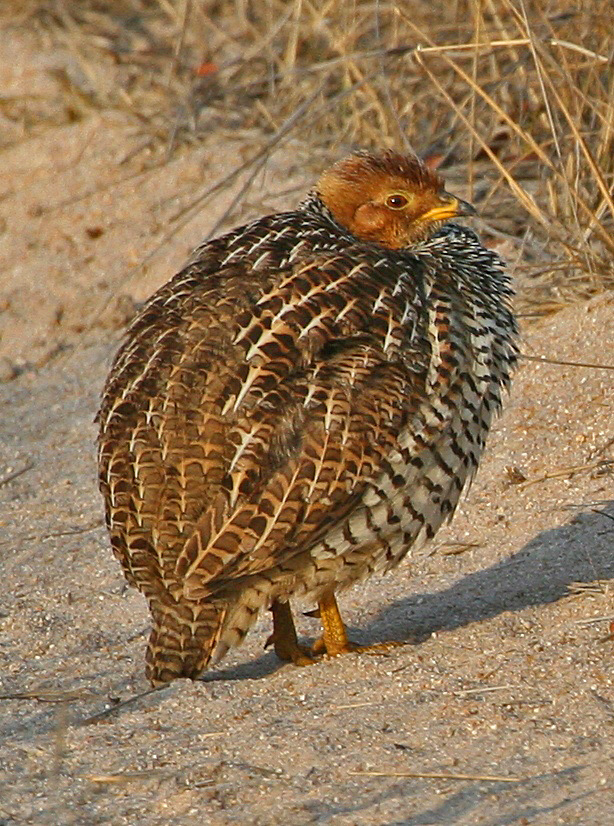
Coqui francolin (Peliperdix coqui), un oiseau observé à Mashatu.

Le nom « Mashatu » provient d’un arbre local, le mashatu et la réserve est parfois qualifiée de « Land of Giants » en référence aux grands mammifères (éléphants, girafes, élands) et aux baobabs qui caractérisent le paysage.

## Géographie et superficie
La réserve fait partie de la Northern Tuli Game Reserve, une zone de conservation formée d’espaces privés contigus au sein du Tuli Block (en). Les descriptions de la superficie divergent selon les sources : le site officiel et plusieurs brochures indiquent une superficie d'environ 42 000 hectares (420 km²), tandis que d'autres sources et brochures plus anciennes mentionnent 29 000 hectares (290 km²). Le secteur présente un relief varié : plaines inondables, forêts riveraines, collines de grès et falaises,.

## Faune et flore
La réserve abrite une faune riche et diversifiée. On y observe notamment :
- l'éléphant d'Afrique, pour lequel Mashatu abrite l'une des plus importantes populations sur une réserve privée de la région ;
- grands félins : lions, léopards ;
- autres mammifères : girafe, éland, hyènes, chacals, divers petits carnivores tels que les protèles, des otocyons et des chats sauvages d’Afrique ;
- plus de 300 espèces d'oiseaux ont été recensées, dont l'outarde kori et de nombreuses espèces riveraines et steppiques[3],[6].

## Histoire et gestion
La réserve est gérée en régie privée et fait partie d’initiatives locales de conservation et d’écotourisme. Des documents historiques et des brochures indiquent des dates de création et d'expansion différentes ; certaines sources mentionnent 1964 comme année d'établissement, mais la gestion et la superficie ont évolué au fil des décennies par acquisitions et fusions foncières,.
La réserve collabore régulièrement avec des partenaires environnementaux et touristiques pour la protection des espèces, la recherche et le développement durable des communautés voisines.

## Conservation et enjeux
Mashatu joue un rôle important dans la conservation d’espèces. Les enjeux incluent la gestion des conflits homme-faune, la surveillance des populations, notamment d'éléphants et de grands carnivores, et l'équilibre entre les activités touristiques et la protection de l'habitat.

## Tourisme et activités
La réserve propose des activités d'écotourisme : safaris en véhicule, safaris à pied, observation ornithologique, excursions photographiques et séjours dans des lodges (par ex. Mashatu Lodge et d'autres camps partenaires). Le tourisme constitue une source de financement pour la conservation et l'emploi local,.

## Accès
L'accès se fait principalement par voie routière depuis le poste frontière de Pont Drift, le Pont Drift Border Post, ou par vols charters selon les installations commerciales. L'accès routier depuis Johannesburg prend environ 6 heures et dmi selon le site officiel. Les coordonnées GPS approximatives sont −22.213, 29.136,.